# Stefanie Berg
Stefanie Berg (* 1965 in Ahrensburg), zeitweilig bis Ende 2017 mit Doppelnamen Stefanie Berg-Hobohm, ist eine deutsche Prähistorikerin und seit 1. Juli 2024 Landeskonservatorin der Abteilung Bodendenkmalpflege am Bayerischen Landesamt für Denkmalpflege.

## Laufbahn
Stefanie Berg studierte Vor- und Frühgeschichte, Klassische Archäologie und Anthropologie an den Universitäten Mainz und Tübingen sowie Sciences in Archaeology an der University of Bradford (England). Ihre Promotion verfasste sie am Institut für Geschichtswissenschaften der Humboldt-Universität zu Berlin über die germanische Siedlung Göritz 4 (s. Schriften), wo sie 1999 bei Prof. Achim Leube promovierte.
Ihre berufliche Laufbahn begann sie 1992 im Brandenburgischen Landesamt für Denkmalpflege, wo sie bis 1999 als wissenschaftliche Grabungsleiterin im Referat Braunkohlearchäologie tätig war. Dort leitete sie umfangreiche Ausgrabungen in den Braunkohletagebauen Seese-Ost und Cottbus-Nord.
Seit 2001 ist Stefanie Berg am Bayerischen Landesamt für Denkmalpflege tätig. Bis Juni 2024 leitete sie das Referat Lineare Projekte, in dem sie zahlreiche archäologische und geoarchäologische Untersuchungen im Zusammenhang mit großflächigen Infrastrukturmaßnahmen – insbesondere Trassenprojekten im Rahmen der Energiewende – vorbereitete und koordinierte.
Neben ihrer behördlichen Tätigkeit engagiert sich Berg aktiv in der wissenschaftlichen Gemeinschaft: Sie ist Mitglied im 2004 gegründeten Arbeitskreis Geoarchäologie und Sprecherin der Kommission Netzwerk Archäologische Denkmalpflege und Mitglied im Verband der Landesarchäologien. Darüber hinaus war sie als Mitantragstellerin und Kooperationspartnerin in verschiedenen Forschungsprojekten der Deutschen Forschungsgemeinschaft (DFG) beteiligt. Sie war Mitglied im Arbeitskreis Fossa Carolina von Peter Ettel, der im Rahmen des Schwerpunktprogramms Häfen von der Römischen Kaiserzeit bis zum Mittelalter, das die Deutsche Forschungsgemeinschaft aufgelegt hat, tätig ist. Sie kuratierte die von 2014 bis 2015 an mehreren Orten in Deutschland laufende Sonderausstellung Großbaustelle 793. Das Kanalprojekt Karls des Großen zwischen Rhein und Donau gemeinsam mit den im DFG-Projekt Beteiligten.

## Schriften (Auswahl)
- Die Bestattung einer „vornehmen“ Frau der späten Bronzezeit auf dem Einsiedelfeld bei Weihenstephan, Gemeinde Hohenthann, Landkreis Landshut. In: Ludwig Husty, Karl Schmotz (Hrsg.): Vorträge des 31. Niederbayerischen Archäologentages. Leidorf, Rahden/Westf. 2013, S. 95–111, ISBN 978-3-89646-242-8 (27. bis 29. April 2012 in Deggendorf).
- mit Britta Kopecky-Herrmann: Naturwissenschaftliche Untersuchungen in der Umgebung des Karlsgrabens (Fossa Carolina). In: Berichte der Bayerischen Bodendenkmalpflege. 52, 2012, ISSN 0934-4470, S. 403–418.
- Die germanische Siedlung Göritz, Lkr. Oberspreewald-Lausitz (= Forschungen zur Archäologie im Land Brandenburg. 7). Brandenburgisches Landesamt für Denkmalpflege u. a., Wünsdorf 2004, ISBN 3-910011-37-3 (Zugleich: Berlin, Humboldt-Universität, Dissertation, 1999).
- mit Georg Paula: Landkreis Weilheim-Schongau. Ensembles, Baudenkmäler, Bodendenkmäler (= Denkmaltopographie Bundesrepublik Deutschland = Denkmäler in Bayern. 23, 1). 2 Bände. Lipp, München 2003.
- Umfriedete Höfe der Hallstattzeit in Bayern. Aktueller Forschungsstand zu den Herrenhöfen und den zeitgleichen rechteckigen Grabenwerken. In: Berichte der Bayerischen Bodendenkmalpflege. 43/44, 2002/2003, S. 161–190.